# ウエスト・バレー再処理工場
ウエスト・バレー再処理工場（ウエスト・バレーさいしょりこうじょう、West Valley Reprocessing Plant）は、アメリカ合衆国ニューヨーク州ウエスト・バレーに存在する核燃料再処理工場。1966年から1972年にかけて運営された。現在は閉鎖されている。